# Metrostation Koyambedu

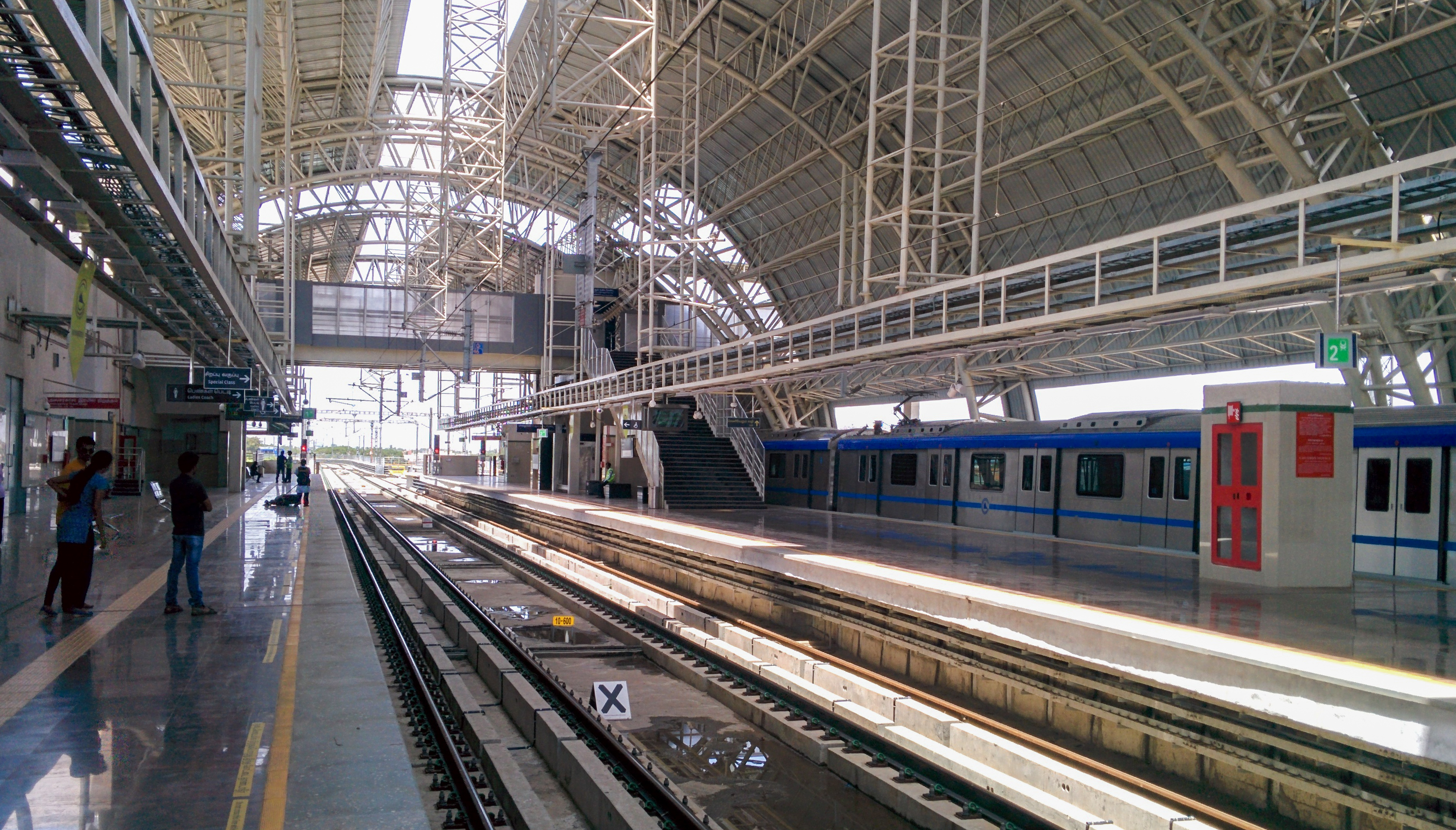
Bahnsteig

Die Metrostation Koyambedu (Tamil: கோயம்பேடு) ist ein oberirdischer U-Bahnhof der Metro Chennai. Er wird von der Grünen Linie bedient.
Die Metrostation Koyambedu ist als Hochbahnhof konzipiert und befindet sich an der Ausfallstraße Poonamallee High Road (National Highway 4) im Stadtteil Koyambedu im Westen Chennais. Unweit der Metrostation befindet sich der Gemüsemarkt Koyambedu Wholesale Market Complex (KWMC). Außerdem zweigen bei der Metrostation Koyambedu die Gleise zum Depot der Metro Chennai ab. Die Metrostation Koyambedu wurde am 29. Juni 2015 als Teil des ersten Streckenabschnitts der Grünen Linie eröffnet.